# Émile Sarrau
Émile Sarrau (Perpinyà, 24 de juny del 1837 – Saint-Yrieix-sur-Charente, 10 de maig del 1904)
 va ser un enginyer físic i químic rossellonès, que es dedicà a l'estudi dels explosius i a l'ensenyament.

## Biografia
Es titulà en enginyeria el 1859 a l'École polytechnique de París i immediatament s'incorporà al cos d'enginyers de les factories de l'Estat, al Service des Poudres et Salpêtres (el "Servei de Pólvores i salnitres", un servei o comissió oficial francès que controlava tot allò que feia referència als explosius, fossin d'ús militar com d'ús civil). La seva carrera s'hi desenvolupà principalment allí, i especialment al laboratori del Dipòsit Central de Pólvores i Salnitres (el "Dépôt Central des Poudres et Salpêtres" era el nom de l'organisme oficial que, a partir del 1873, depengué del Ministeri de la Guerra francès). El 1863, Sarrau obtingué el grau d'enginyer de pólvores adjunt, i n'esdevingué director el 1877 succeint-hi Louis Roux. A l'any següent (1878) també fou nomenat director de l'"École d'application des poudres et salpêtres" en crear-se aquesta. Va ser director del laboratori i de l'escola fins al 1897, quan va ser ascendit a Inspector general. El succeí en la direcció Paul Vieille, el seu ajudant, que havia assolit anomenada per la invenció (1884) de la pólvora sense fum.
Estudià les ones de xoc causades per explosions, i investigà i desenvolupà nous explosius. El 1882 formà part de la redacció fundacional del nounat Mémorial des Poudres et Salpêtres, la "primera revista professional exclusivament dedicada a la comunicació dels resultats de les recerques sobres explosius, i de la seva aplicació per a finalitats civils i militars" que publicava el Service des Poudres et Salpêtres "avec l'approbation du Ministre de la Guerre".
Inicialment encarregat del curs sobre la pólvora i els seus efectes, el 1883 va ser nomenat professor de mecànica de l'Escola Politècnica, i publicà diversos llibres de text per a la formació dels alumnes. A banda d'aquests materials didàctics, la seva producció bibliogràfica va ser molt rica comprenent una gran quantitat de memòries, articles, informes, publicada tant en forma de llibres independents, com en forma d'aportacions als Comptes rendus de l'Académie des sciences, al Mémorial des poudres et salpêtres, al Mémorial de l'artillerie de la marine, a la Revue d'artillerie, al Journal de mathématiques, als Nouvelles Annales de mathématiques, al Journal de physique, als Annales des mines i a altres. Redactà per a la Grande Encyclopédie l'article "energia" i també se li deu, juntament amb Gustave Séligmann-Lui, Alfred Cornu i Alfred Potier, el Traité d'électricité et de magnétisme (Paris: Gauthier-Villars, 1885-1887), una traducció anotada de la segona edició de la cabdal obra de James Clerk Maxwell (Oxford: Clarendon Press, 1880).
Al 24 de maig del 1886 va ser escollit membre de la secció de mecànica de l'Acadèmia Francesa de les Ciències en substitució de Saint-Venant. A la seva mort el 1904, el substituiria el seu deixeble i company Vieille.

### Nombre de Sarrau
En francès, el nombre de Mach s'anomena algunes vegades Nombre de Sarrau.

## Obres
(selecció)
- Louis Roux; Émile Sarrau Expériences sur les effets de la dynamite, a Comptes rendus de l'Académie des Sciences 76 (1873) p. 1089-1092
- Louis Roux; Émile Sarrau Sur la chaleur de combustion des matiéres explosives, a Comptes rendus de l'Académie des Sciences 77 (1873) p. 138-142
- Louis Roux; Émile Sarrau Recherches expérimentales sur les matières explosives, a Comptes rendus de l'Académie des Sciences 77 (1873) p. 478-481
- Recherches théoriques sur les effets de la poudre et des substances explosives: Force et travail des substances explosives Paris. C. Tanera, 1874-1875, 2 vol.
- Alfred Nobel, Louis Roux, Émile Sarrau Les explosifs modernes: mémoires Typographie Lahure, 1876
- Nouvelles recherches sur les effets de la poudre dans les armes Paris: Tanera, 1876
- Formules pratiques des vitesses et des pressions dans les armes Paris, 1877-78, 2 vol.
- Émile Sarrau; Paul Vieille Recherches expérimentales sur la décomposition du coton-poudre en vase clos, a Comptes rendus de l'Académie des Sciences 89 (1879) p. 165-167
- Notice sur les travaux scientifiques de M. Émile Sarrau Paris: Gauthier-Villars, 1880
- Émile Sarrau; Paul Vieille Sur la chaleur de formation des explosifs, a Comptes rendus de l'Académie des Sciences 93 (1881) p. 213-215
- Recherches théoriques sur le chargement des bouches à feu: précédées de deux mémoires sur une Formule monome des vitesses dans les armes; et sur une Formule de la pression maximum Paris: Gauthier-Villars, 1882[11]
- Researches on the Effects of Powder, 1874-1878 Annapolis: United States Naval Institute, 1884 (extret de Proceedings of the United States Naval Institute Vol. 10, no. 1 (1884)
- Notions sur la théorie de l'élasticité Paris, 1889 (Kessinger Publishing, 2010 ISBN 9781160213189)
- Notions sur la théorie des quaternions Paris: Gauthier-Villars et Fils, 1889 (Kessinger Publishing, 2010 ISBN 9781162308647)
- Rapport pour l'attribution du prix leconte, a Comptes rendus de l'Académie des Sciences 109 (1889) p. 1087-1090
- La Continuité des états liquide et gazeux, a Conférences de la Société chimique (1891)
- Cours d'artillerie, 2e part. Poudres de guerre et balistique intérieure Fontainebleau, 1893
- Introduction à la théorie des explosifs Paris: Gauthier-Villars, 1893 (BiblioBazaar, 2010 ISBN 9781148613994)
- Poudres de guerre: balistique intérieure : Cours d'artillerie 1893
- Théorie des explosifs Paris: Gauthier-Villars, 1895
- Publicacions de l'École polytechnique, París:
  - Cours de mécanique: 1ère division : 1883-84; Cours de mécanique et machines, 1ère division, 1883-1884: 2ème division, 1886-1887; Cours de mécanique et machines 1888-89; Cours de mécanique [et machines]: 1ère Division - 2e année d'études : 1893-1894; Cours de mécanique et machines: 2e division, 1896-1897; Cours de mécanique et machines 1901; Cours de mécanique et machines 1902; Cours de mécanique 1903
- Mémorial des poudres et salpêtres Paris: Service des poudres et salpêtres, 1882-1965[12]
  - 1 (1882): Formule monônme des vitesse dans les armes p. 1-20; Formule de la pression maximum dans les armes p. 21-34; Recherches théoriques sur le chargement des bouches à feu p. 35-98; (Sarrau, Vieille) Étude sur l'emploi des manomètres à écrasement pour la mesure des pressions développées par les substances explosives p. 356-431
  - 2 (1884): (Sarrau, Vieille) Étude sur le mode de décomposition de quelques explosifs p. 126-167; (Sarrau, Vieille) Note relative à l'influence du rapprochement moléculaire sur l'équilibre chimique des systèmes gazeux homogènes p. 337-340
  - 5 (1892): Introduction a la théorie des explosifs p. 79-188
  - 7 (1894): Notice sur le service des poudres et salpêtres, publiée à l'occasion du centenaire de l'École polytechnique p. 7-31; Théorie des explosifs p. 148-230
  - 10 (1899-1900): Rapport sur des accidents survenus par suite d'explosion tardive de cartouches de grisounite p. 43-47; Rapport sur des experiences relatives à la détonation des grisounites Favier p. 49-58; Rapport sur l'explosion de l'usine à meules nº 19 de la poudrerie de Saint-Chamas annex, p. 5-11